# Cleverbrück
Cleverbrück ist ein Ortsteil der Stadt Bad Schwartau im Kreis Ostholstein in Schleswig-Holstein.

"Villenkolonie Cleverbrück", Gartenstadt um 1910

## Geografie
Cleverbrück ist der südwestlichste Ortsteil von Bad Schwartau und umfasst das Gebiet südwestlich der durch die Clever Au, nördlich des Tremser Teichs und Lübecker Landgrabens (die die Grenze zu Lübeck bilden) und östlich der Ortsgrenze zu Stockelsdorf. Im Gegensatz zu anderen Ortsteilen wie zum Beispiel Schwartau sind die äußeren Gebiete Cleverbrücks ländlich geprägt.
Das Zentrum von Cleverbrück bildete der in einer Straßengabelung angelegte dreieckige "Schmuckplatz" – heute der "Björnsen-Platz".

## Geschichte
Cleverbrück wurde ab 1904 von J. Ferdinand Björnsen als gehobenes Wohnviertel "Villenkolonie Cleverbrück" (auf bis dahin landwirtschaftlich genutzten Flächen) gegründet und systematisch beworben. In einer solchen Werbung wurde die Villenkolonie auch als Gartenstadt bezeichnet. Eine Broschüre aus dem Jahr 1910 beschrieb sie als an Bad Schwartau grenzende, fünf Kilometer von Lübeck entfernte Gartenstadt.
Das Viertel befindet sich auf dem Land des früheren Dorfes Cleve (Teil der ehemaligen Großgemeinde Rensefeld), das (spätestens) mit Erwerb der beiden letzten Clever Hufen durch Ferdinand Björnsen nach 1897 aufhörte zu bestehen. An diese Zeiten erinnern noch die Straßenbezeichnungen Cleverhofer Weg und Clever Tannen.
Am 17. März 1904 begann die Errichtung einer Brücke über die Clever Au. Etwa ab diesem Zeitpunkt entwickelte Ferdinand Björnsen den Plan der Errichtung der Villenkolonie Cleverbrück auf dem südöstlichen Teil seines Landes. Für Auswahl des Standortes der Villenkolonie war die ruhige Lage an einem nach Nord ansteigenden Hang, südöstlich eines Waldstücks, mit Blick auf Lübeck über den Lübecker Landgraben und den Tremser Teich hinweg ausschlaggebend.
Nach Vorliegen des Bebauungsplanes 1906 erfolgte die Erschließung und Bebauung des Geländes – etwa 26 Häuser waren bis 1909, 55 Häuser bis 1914 errichtet. Der Erste Weltkrieg führte zu einer Unterbrechung der Besiedelung. Nach dessen Ende wurde die Bebauung nur langsam wieder aufgenommen.
1934 wurde die Landgemeinde Rensefeld aufgelöst und Rensefeld sowie (u. a.) Cleverbrück in die Stadt Schwartau eingemeindet.

## Name
Der Name leitet sich von dem ehemaligen Dorf Cleve ab – von dem Namen des Dorfes leitet sich auch der Name der Clever Au, der "Clever Landmark" ab. Der Name ist Ursprung der Benennung zahlreicher Straßen im heutigen Cleverbrück.

## Infrastruktur
- evangelisch-lutherische St.-Martin-Kirche

### Bildung

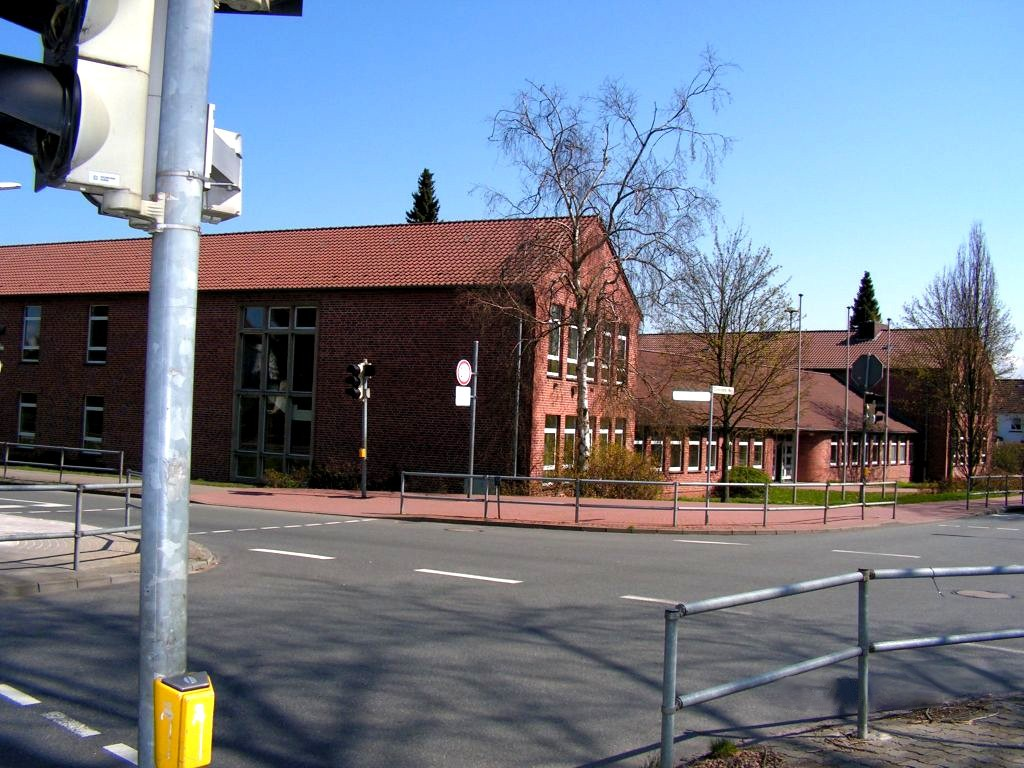
Grundschule Cleverbrück

Die einzige Schule in diesem Ortsteil ist die Grundschule Cleverbrück an der Kreuzung Cleverhofer Weg mit der Hindenburgstraße. In deren Untergeschoss befanden sich dereinst auch Teile der Berufsschule. Mit der Fertigstellung des Gymnasiums am Mühlenberg (GaM) respektive der angrenzenden Berufsschule im Jahre 1980 entfiel dieser Standort. Die weiterbildenden Schulen befinden sich seit jeher außerhalb Cleverbrücks.

## Denkmale

### Baudenkmale
- St. Martin-Kirche

### Gedenkstein
Zwischen der Margarethenstraße, der Waldstraße und der Hauptstraße ist ein dreieckiger Landstrich eingeschlossen. Hinter einem Kinderspielplatz an der Margarethenstraße befinden sich auf dem ehemaligen Kern der Kolonie drei Gedenksteine.

#### Börnsenstein
Er ist der zentrale Granitstein auf dem sogenannten Börnsenplatz und erinnert an den einstigen Gründer der Kolonie.
Seine Inschrift des Quaders lautet:

#### Hindenburgstein
Vis-á-vis des Quaders ist der Hindenburg-Stein.
Er wurde zur Erinnerung an dessen 70. Geburtstag aufgestellt und nennt, neben dessen Namen, das Datum des Geburtstages des späteren Reichspräsidenten

#### Erster Weltkrieg
Hinter dem Börnsenquader steht, abgetrennt durch einen Knick, ein Gedenkstein an die Opfer der Kolonie des Ersten Weltkriegs.
Seine Inschrift lautet:

Cleverbrücker Gedenksteine
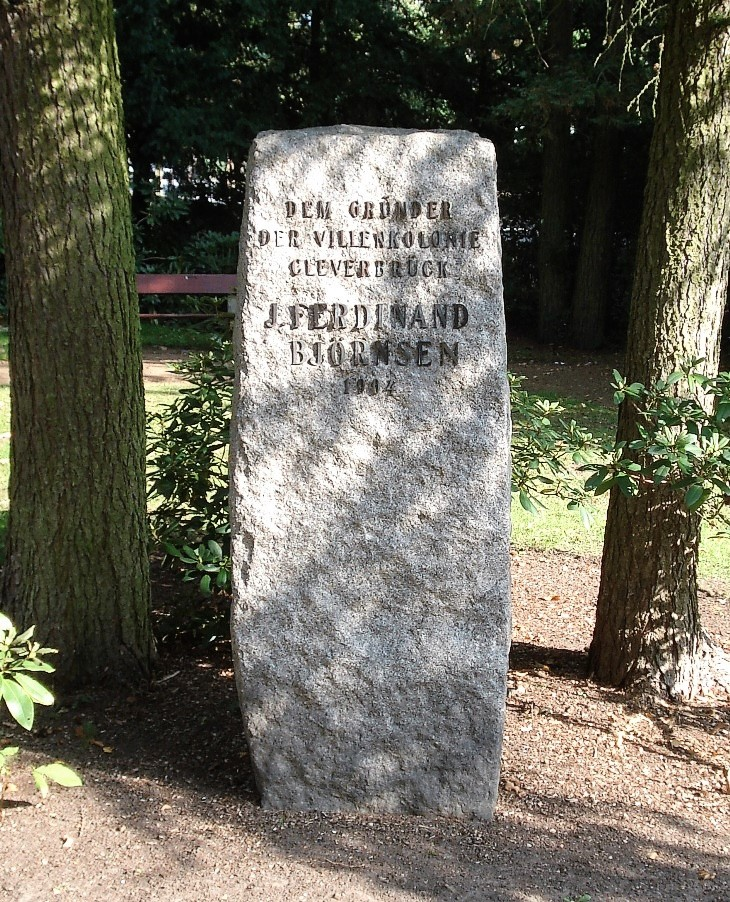
Björnsenstein
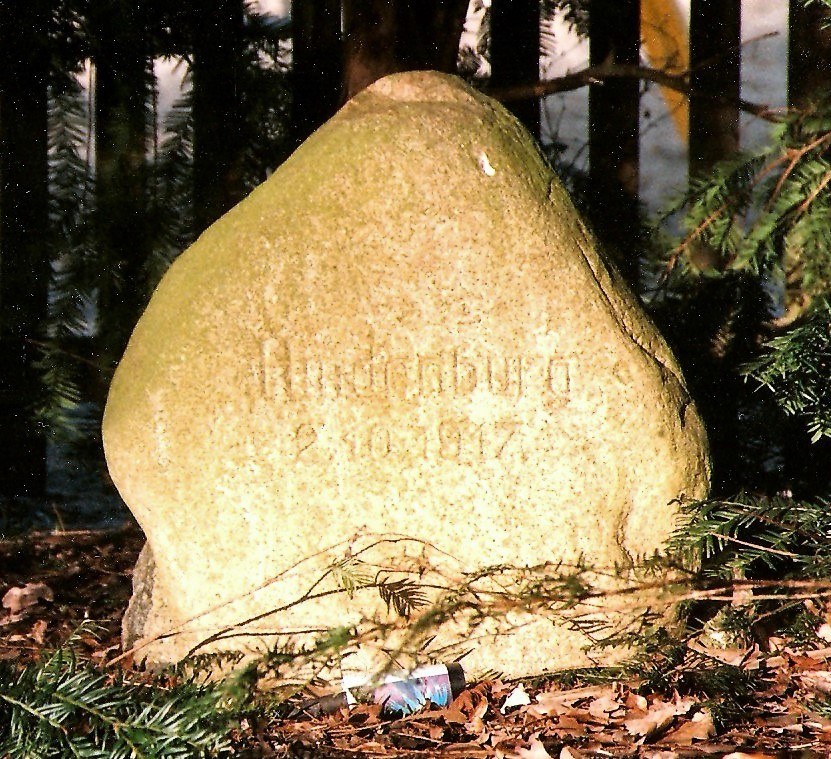
Hindenburgstein
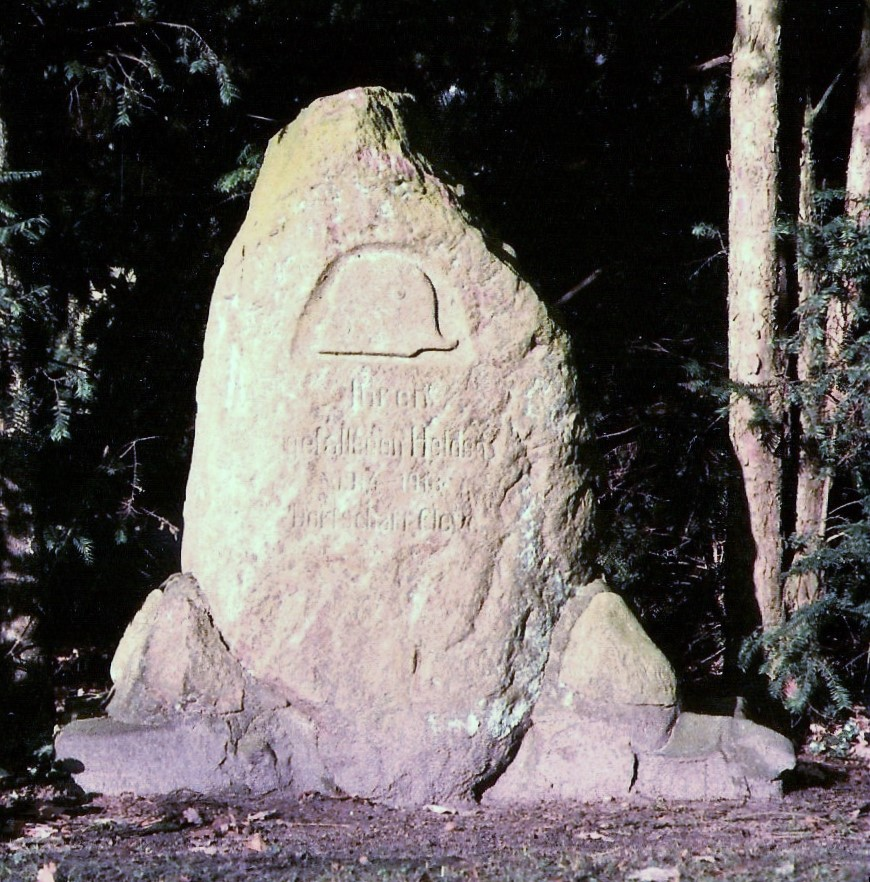
Gefallene der Kolonie